# دنیاگیری کووید-۱۹ در عمان
دنیاگیری کووید-۱۹ در عمان بخشی از دنیاگیری بیماری کروناویروس ۲۰۱۹ در جهان است. اولین مورد تأیید شده در عمان در ۲۴ فوریه ۲۰۲۰ در شهر مسقط اعلام شد.